# ارتم واسکو
ارتم واسکو (اوکراینی: Артем Олександрович Васько؛ زادهٔ ۷ ژوئن ۲۰۰۰) بازیکن فوتبال اهل اوکراین است.